# Sieidi

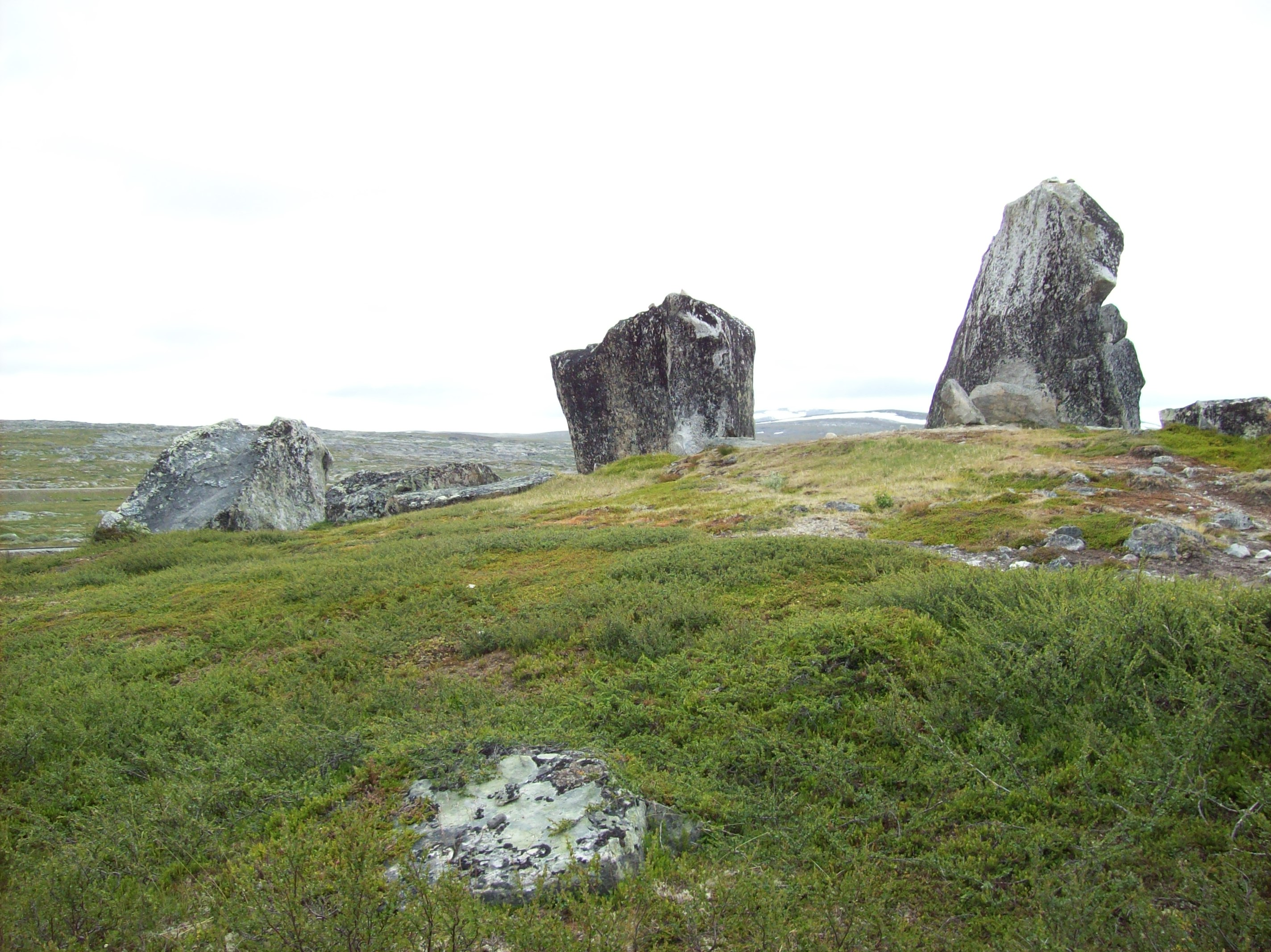
Sieidi - Steinformation auf dem Saltfjellet (Schweden)

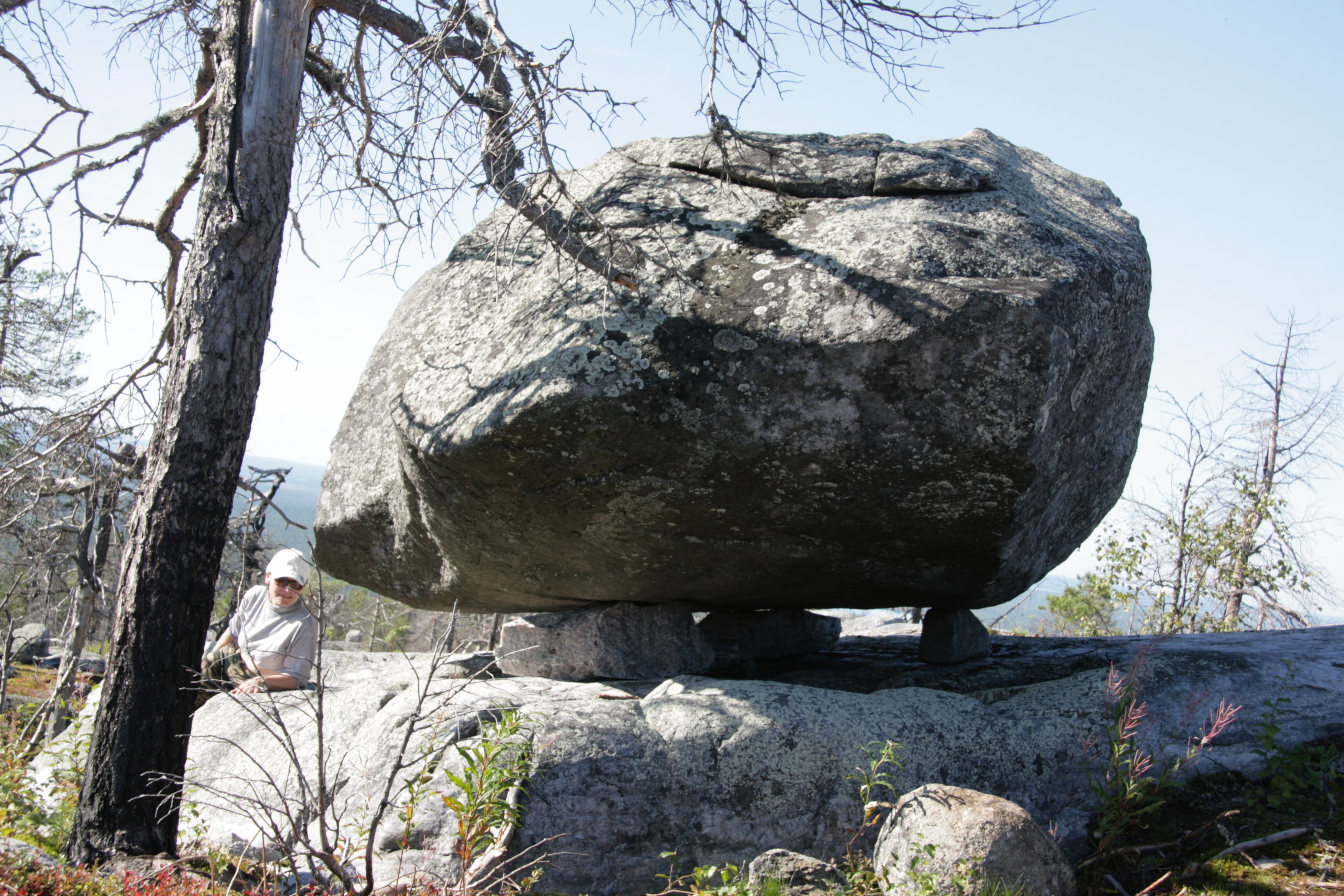
Sieidi von Vottovaara, Воттоваара in Karelien

Als Sieidi bezeichnet man in der spirituellen Tradition der Samen einen Opferplatz. Sieidi sind auf dem gesamten ursprünglichen Siedlungsgebiet der Samen verbreitet. Diese Opferstätte war für den Jäger, Fischer oder Rentierzüchter Objekte in der Natur (wie etwa ein Baum, Berg, eine Quelle, ein See, eine Steinformation oder ein Wasserfall), welches man im Regelfall im natürlichen Zustand beließ. Sieidi dienten der Orientierung und als heilige Stätte. Einzelpersonen aber auch Gruppen brachten in ihrer Nähe Opfer dar. Als Opfergaben dienten Fleisch, Geweihe, Knochen, Metall (Münzen), in späterer Zeit auch Alkohol oder persönliche Gegenstände. Sieidis dienten als Medium, um mit den übernatürlichen Kräften in der Natur, den vorchristlichen Göttern Kontakt aufnehmen zu können. Funde sind bis in die Eisenzeit bzw. bis ins Mittelalter datiert. Sieidis haben sich in ihrer Funktion am längsten in der Finnmark Norwegens und im nördlichen Finnland gehalten. Die Darbringung von Opfergaben reicht bis in die Gegenwart.

## Typologie und Verbreitung
Sieidis können grundsätzlich in drei Gruppen unterteilt werden: in spezielle Landformationen (Berggipfel, Felsformationen, Inseln, Seen oder Landspitzen), natürliche Objekte (Steine, Quellen, Höhlen, Felsklüfte) und in Strukturen (geschnitzte Baumstümpfe, aufgestellte Steine und Steinkreise). Am häufigsten finden sie sich in Form von Steinformationen mit ungewöhnlichem Aussehen. Daneben gibt es hölzerne Sieidis, entweder als Bäume, deren unteren Äste entfernt worden waren oder geschnitzten bzw. umgestürzten Baumstümpfen. Die genaue Anzahl derartiger Opferstellen ist unbekannt: viele wurden durch Missionare in die "Lapplandforschung" des 19. Jahrhunderts eingebracht, sind mittlerweile zerstört oder von den Samen nicht preisgegeben worden. Da die Sieidis durch die christliche Mission kriminalisiert wurden, nimmt man an, dass große Opferstätten, die etwa von ganzen Communities besucht wurden, früher verschwanden als kleinere, die dem individuellen Opfer dienten. Die Zahl der derzeit bekannten Opferstellen im Norden Finnlands liegt bei etwa 100, auf dem gesamten historischen Siedlungsgebiet der Samen dürfte es sich um rund tausend bekannte Stätten handeln. 

## Funktion

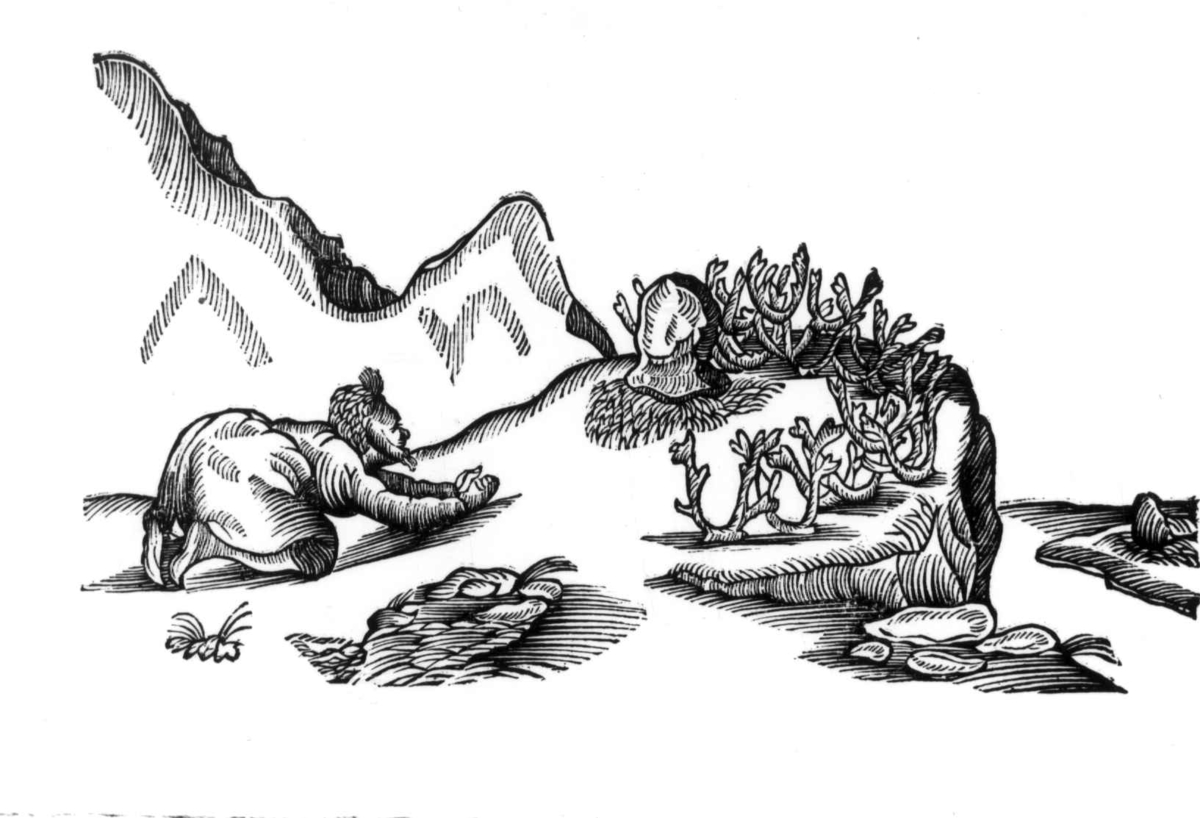
Abbildung im Buch "Lapponia" von Joan Schefferius (1673). Darstellung eines Opferrituals an einem Sieidi.

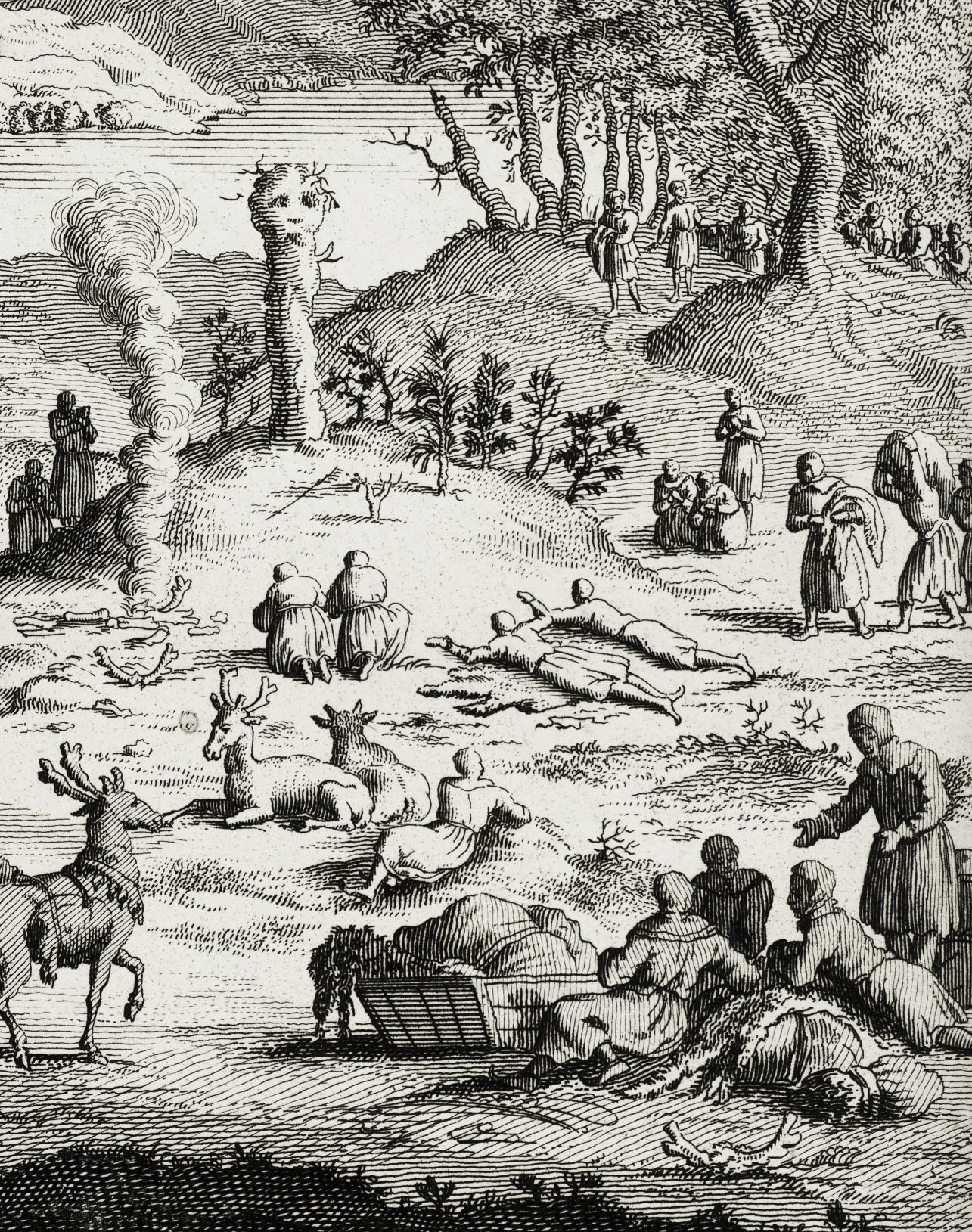
Sami bei einer religiösen Zeremonie - 1724

Sieidis dienten in der traditionellen Gesellschaft der Samen dazu, durch Opfergaben die kosmologische Ordnung der Dinge und die Beziehung zur Natur (und ihren Göttern) aufrechtzuerhalten. Sie sind der heilige Platz, um Opfer für die bisherigen Gaben der Natur, die Gesundheit oder fürs zukünftige Jagdglück und den Erfolg in der Rentierzucht darzubringen. Im Verständnis der Samen waren Sieidis lebendig und forderten entsprechende Gaben. Werden sie vernachlässigt, so können die Konsequenzen drastisch ausfallen, etwa das Verlassen des Jagdglücks, das Auftreten von Krankheiten und sogar der Tod.
Da die Sieidis Teil der sozialen Ordnung sind, gehört es zur Verantwortlichkeit der Individuen und der sozialen Gruppe sich um sie zu sorgen. Sie sind deshalb Symbol für den respektvollen Umgang mit der Natur, dem Land und den darin vorhandenen Ressourcen, die zur Lebenserhaltung benötigt werden. Weiters können sie auch zur Kontaktaufnahme mit den vorchristlichen Göttern dienen, wie etwa der Ukonkivi am Inarisee, der dem Gott des Donners geweiht war.
Wie die finnische Archäologin Tiina Äiskäs in ihrem Buch über die Sieidis ausführt, reicht ihre Nutzung als Opferstätte trotz Missionierung und der damit verbundenen Kriminalisierung der Opferstätten der Samen bis in die Gegenwart, allerdings jeweils unter jeweils veränderten sozialhistorischen und spirituellen Voraussetzungen. So gibt es Berichte, die nahelegen, dass in einer Übergangszeit vom Schamanismus zum christlichen Glauben (und darüber hinaus) parallel sowohl der christlichen Kirche als auch dem Sieidi Opfer dargebracht wurden. Archäologische Funde belegen, dass bis etwa in die Mitte des 17. Jahrhunderts vorrangig Tierknochenen als Opfer dargebracht wurden, für später datierte Gaben aber zunehmend Münzen verwendet wurden. Funde, die aus dem 20. und 21. Jahrhundert stammen, umfassen darüber hinaus Teelichter, persönliche Gegenstände und Zweigbüschel. Dabei sind die Grenzen zwischen touristischen Gepflogenheiten und neoschamanistischen bzw. neopaganistischen Praktiken oft fließend, viele der neuen Darbringungsformen verändern allerdings die Authentizität und das Aussehen der alten Stätten.